# Misticism
Misticismul (în germană Mystizismus), spre deosebire de mistică, este un termen peiorativ folosit de Immanuel Kant pentru a defini atitudinea exagerată, înclinată spre irațional, asemeni obscurantismului. Termenul a fost popularizat pe parcursul secolului al XIX-lea de Karl Marx în contextul răspândirii criticii religiei.
Misticismul este reprezentat de totalitatea atitudinilor și învățămintelor care rezultă din afirmația că realitatea autentică este inaccesibilă conștiinței și poate fi pătrunsă doar prin metode intuitiv-extatice; misticitate (rar). Stare de spirit specifică misticului (adept al misticismului).